# Gerd Achgelis

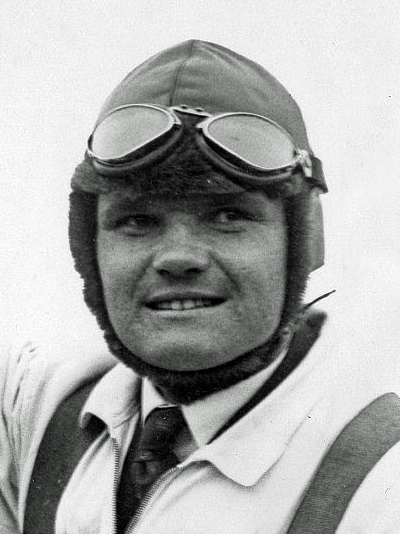
Gerd Achgelis (1931)

Gerd Achgelis (* 16. Juli 1908 in Golzwarden, Großherzogtum Oldenburg; † 18. Mai 1991 in Hude) war ein deutscher Kunstflieger.

## Leben
Er war der Sohn des Gutsbesitzers Heinrich Achgelis. Nach einer Elektrikerlehre und Flugausbildung bei der AEG vervollständigte Achgelis diese an der Fliegerschule Böblingen bis zur Kunstflugberechtigung.
1928 begann er, als Kunstflieger zu arbeiten. 1930 flog er eine Stunde lang auf dem Rücken über London. Am 6. September 1931 gewann er die deutschen Kunstflugmeisterschaften. Ab April 1932 arbeitete er als Fluglehrer am Technikum Weimar und als Testpilot. Seine Stelle als Chefpilot bei Focke-Wulf in Bremen trat er im Jahre 1933 an. Ein Angebot einer Stelle als Kunstfluglehrer an der Verkehrsfliegerschule Berlin-Staaken von Hermann Göring im gleichen Jahr, bei der er eine Kunstflugstaffel gründen und ausbilden sollte, nahm Achgelis nicht an. 
1934 wurde er Dritter bei den Kunstflug-Europameisterschaften in Paris und nahm auf Vermittlung seines Freundes Ernst Udet mit einer Focke-Wulf Fw 44 B Stieglitz an den „World Championships“ in Cleveland/Ohio teil. Diese Weltmeisterschaft gewann er wie auch die im nächsten Jahr in Los Angeles folgende. 1936 gewann er diese Meisterschaft mit der auf seine Anregung hin entworfenen Fw 56 Stößer zum dritten Mal hintereinander.
Er erprobte als einer von mehreren Einfliegern (Testpiloten) bei Focke-Wulf / Albatros in Berlin neue Flugzeugtypen und wurde Mitinhaber der Hubschrauberfertigung von Focke, Achgelis & Co. GmbH in Delmenhorst.
Im Jahre 1937 gründete er zusammen mit Henrich Focke, der gerade bei Focke-Wulf ausgeschieden war, die Firma Focke-Achgelis. Die Firma begann den Hubschrauberbau in Hoykenkamp.
Göring versuchte nach dem Tod des bekannten Kunstfliegers Ernst Udet im Jahr 1941, Achgelis als dessen Nachfolger im Amt des Generalluftzeugmeisters zu gewinnen. Er blieb jedoch als Einflieger bis zum Ende des Zweiten Weltkrieges in einem Flugzeugwerk in Graudenz. Von dort konnte er beim Kriegsende nach Westdeutschland fliehen.
Nach dem Krieg betrieb Achgelis zunächst den elterlichen Hof in Schweiburg (heute Ortsteil von Jade) und erneuerte 1950 seine Fluglizenz in der Schweiz. Ab 1952 war er kaufmännisch in Hude tätig. Gleichwohl blieb er der Fliegerei verbunden. 1961 entstand auf seine Initiative die Flugplatzgemeinschaft Oldenburg. 1975 erhielt er für seine fliegerischen Verdienste die Ehrenmedaille von Paris.
Er stiftete auch den Wanderpreis Kavalier der Lüfte, der im Herbst eines jeden Jahres verliehen wird. In der Gemeinde Hude wurde der Gerd-Achgelis-Weg nach ihm benannt.